# Days of Thunder (videojuego de 2009)
Days of Thunder es un videojuego de carreras desarrollado por Freeverse para iOS, PS3 y PSP.
Fue lanzado el 5 de febrero de 2009 para iOS y el 2 de junio de 2011 para PS3 y PSP.

## Jugabilidad
Los jugadores asumen el papel del piloto novato Cole Trickle, que intenta triunfar en las carreras de autos de stock.
El modo principal del juego permite al jugador competir en circuitos. Este modo incluye varias carreras con partes de la historia intercaladas entre ellas. Este proceso continúa con circuitos más difíciles que se desbloquean cuando se supera el anterior. Este modo también desbloquea las pistas y los autos adicionales que se pueden usar en el otro modo de juego. Este otro modo se llama modo Pista. Permite al jugador competir en una carrera de exhibición en cualquier pista desbloqueada de su elección.